# 圣西夫朗
圣西夫朗（法語：Saint-Civran，法語發音：[sɛ̃ sivʁɑ̃]）是法国安德尔省的一个市镇，属于勒布朗区。

## 地理
圣西夫朗（46°29'48"N, 1°23'24"E）面积11.61 平方千米，位于法国中央-卢瓦尔河谷大区安德尔省，该省份为法国中部省份，北起卢瓦-谢尔省，西北接安德尔-卢瓦尔省，西南接维埃纳省，南至克勒兹省和上维埃纳省，东临谢尔省。
与圣西夫朗接壤的市镇（或旧市镇、城区）包括：沙兹莱、鲁西讷、萨谢尔热圣马尔坦、圣吉勒。

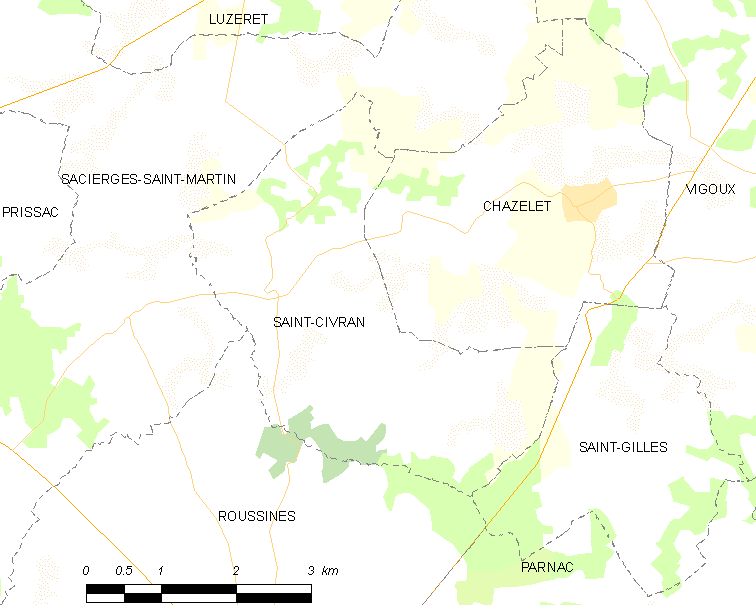
圣西夫朗的OSM定位图

圣西夫朗的时区为UTC+01:00、UTC+02:00（夏令时）。

## 行政
圣西夫朗的邮政编码为36170，INSEE市镇编码为36187。

## 政治
圣西夫朗所属的省级选区为圣戈捷县。

## 人口

1962-2008年间圣西夫朗人口变化图示

圣西夫朗于2022年1月1日时的人口数量为138人。